# Ribeirão Formoso
Der Ribeirão Formoso ist ein etwa 16 km langer linker Nebenfluss des Rio Ivaí im Inneren des brasilianischen Bundesstaats Paraná.

## Geografie

### Lage
Das Einzugsgebiet des Ribeirão Formoso befindet sich auf dem Segundo Planalto Paranaense (Zweite oder Ponta-Grossa-Hochebene von Paraná).

### Verlauf
Sein Quellgebiet liegt im Munizip Ivaiporã auf 714 m Meereshöhe etwa 2 km westlich der Ortschaft Santa Bárbara.
Der Fluss verläuft in nordöstlicher Richtung. Er mündet auf 414 m Höhe von links in den Rio Ivaí. Er ist etwa 16 km lang.

### Munizipien im Einzugsgebiet
Der Ribeirão Formoso verläuft vollständig innerhalb des Munizips Ivaiporã.